# Superorganisme

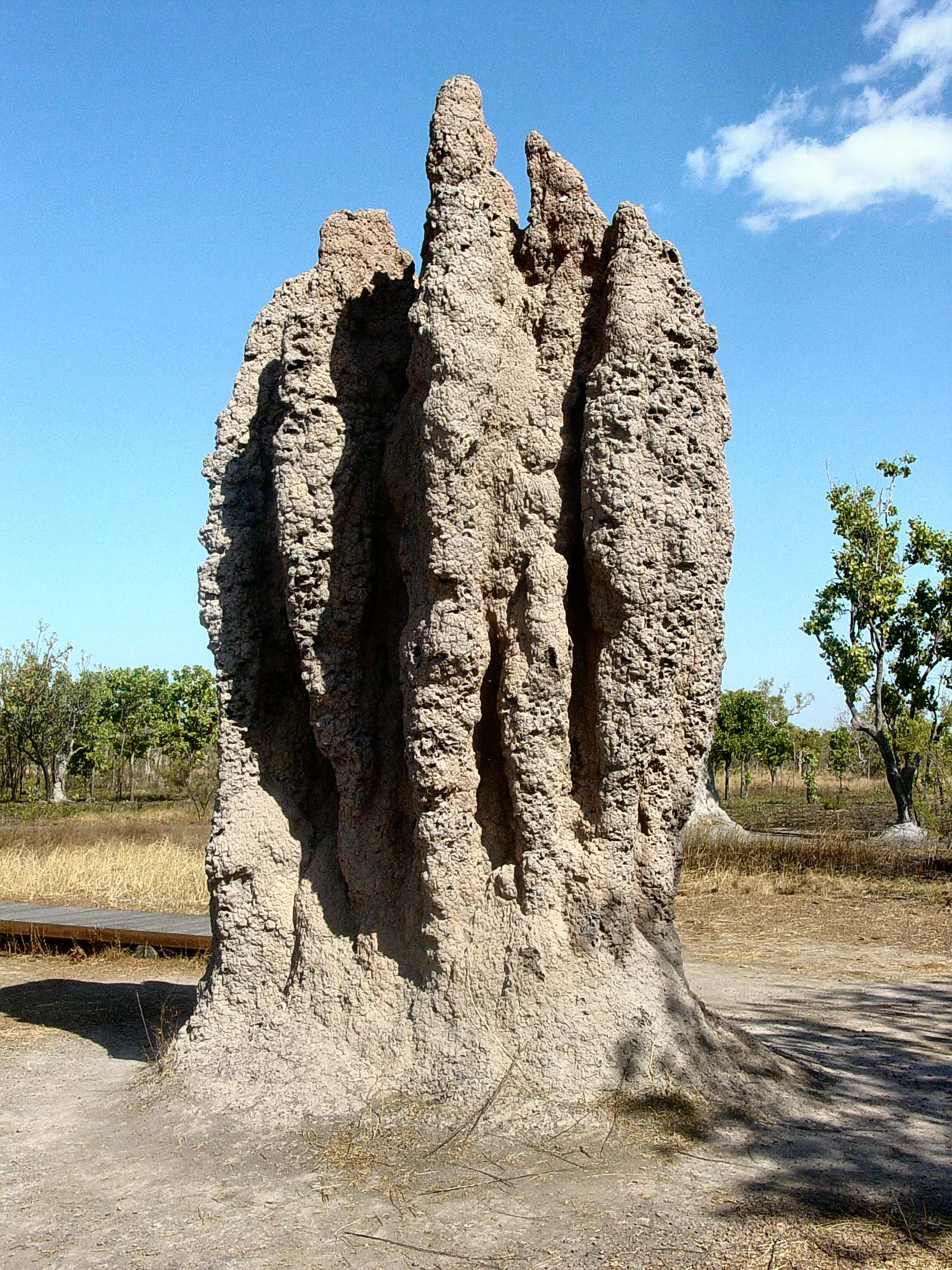
Catedral de tèrmits

La paraula superorganisme s'utilitza en biologia i ecologia per resumir una forma de veure la naturalesa de la societat. És aplicada en himenòpters com les abelles, les formigues i tèrmits que són insectes eusocials (el grau màxim de socialitat). És un concepte sociobiològic que una organització social, com una comunitat, transcendeix els organismes biològics que la componen. Essencialment les societats d'insectes produeixen individus especialitzats en diverses tasques i treballen en comú.
L'origen comú de tots aquests himenòpters (fills de la mateixa mare) tenen les següents característiques:
- L'existència d'un niu comú que dona protecció i permet l'aprovisionament.
- La longevitat de la mare i l'encavalcament de generacions de germanes.
- La distribució i repartiment de funcions del rusc, amb l'aparició de les castes.
- La comunicació entre tots els constituents del grup social.

Aquesta vida social confereix als animals que la presenten determinats avantatges en l'aprofitament dels recursos que fa que aconsegueixin un major èxit evolutiu:
- Major nombre de descendents per cada mare.
- Mantenir una independència del medi extern, superant l'hivern.
- Major longevitat que la resta dels insectes.

Una abella és un ens d'acció, però aquesta sí que viu d'acord amb certa divisió de treball, hi ha obreres, abellots i reines. Aquella organització social permet afirmar que els objectius de l'abella individual estan subordinats als del rusc.
Si es mira el rusc com a part d'un sistema biològic més ample, es podrien assenyalar algunes relacions simbiòtiques o sinèrgiques que podrien resultar d'interès: les pluges fan possible el rierol. El rierol crea un bon ambient per l'arbre. L'arbre floreix. Les abelles liben aquestes flors, recol·lectant el nèctar amb el qual produeixen la mel i el pol·len d'on obtenen les proteïnes, oligoelements i vitamines. Alguns biòlegs descriuen com superorganisme als ens complexos que operen en una relació de cooperació mútua.
Alguns fins i tot sostenen que tot el que es veu és un immens superorganisme, on fins i tot els virus tenen relació amb la vida de tot el conjunt, del qual forma part l'espècie humana. Aquesta teoria es denomina hipòtesi de Gaia. Es pot aplicar el concepte de superorganisme de manera laxa a qualsevol sistema d'informació que funcioni amb supòsits d'intel·ligència col·lectiva o distribuïda on diferents agents col·laboren per a un objectiu comú que defineix les accions dels individus.